# Meidjamba
Meidjamba est un village du Cameroun situé dans le département du Djérem et la région de l'Adamaoua. Il fait partie de la commune de Tibati.

## Population
En 1967, Meidjamba comptait 276 habitants, principalement des Gbaya. Lors du recensement de 2005, le village était habité par 1 271 personnes, 616 de sexe masculin et 655 de sexe féminin.